# Skadisotoma inpericulosa
 (septembre 2019).
Genre
Espèce
Skadisotoma inpericulosa, unique représentant du genre Skadisotoma, est une espèce de collemboles de la famille des Isotomidae.

## Distribution
Cette espèce est endémique d'Australie.

## Publication originale
- Greenslade & Fjellberg, 2015 : Skadisotoma, a new genus of Isotomidae (Collembola) from Australia. Zootaxa, no 3972(4), p. 573-580.